# Concetta Scaravaglione
Concetta Scaravaglione (Nueva York, 9 de julio de 1900 - Ib., 24 de septiembre de 1975) fue una escultora estadounidense de origen italiano.
La familia Scaravaglione había llegado a Nueva York poco tiempo antes del año 1900, cuando nació Maria Concetta Scaravaglione. Era la menor de nueve hermanos y por ello se le permitió el privilegio de seguir su ambición de convertirse en artista.  Asistió a clases libres a pesar de que fue enviado a casa de una clase porque era la única chica que quería asistir. Trabajó de día y estudió por las noches en la Liga de estudiantes de arte de Nueva York. Ganó el Premio de Roma, que financió sus estudios en la Academia Americana en Italia.
Fue docente y desarrolló su trabajo artístico que se tornó más abstracto. Fue maestra en New York University, Black Mountain College, Sarah Lawrence College y Vassar College.
Scaravaglione murió en Nueva York. Hay una escultura de ella en el Smithsonian realizada por Eugenie Gershoy.